# Feings (Loir-et-Cher)
Feings je francouzská obec v departementu Loir-et-Cher v regionu Centre-Val de Loire. V roce 2011 zde žilo 726 obyvatel.

## Sousední obce
Contres, Cormeray, Fougères-sur-Bièvre, Fresnes, Chitenay, Thenay

## Vývoj počtu obyvatel
Počet obyvatel